# Sayella livida
Sayella livida är en snäckart som beskrevs av Alfred Rehder 1935. Sayella livida ingår i släktet Sayella och familjen Pyramidellidae. Inga underarter finns listade i Catalogue of Life.